# 평산 박씨
평산 박씨(平山朴氏)는 황해북도 평산군을 본관으로 하는 한국의 성씨이다. 지난날 평주 박씨(平州朴氏)라고도 불리었다.

## 역사
시조 박지윤(朴智胤)은 고려 태조 왕비 박씨의 아버지로 벼슬은 삼중대광 시중에 이르렀으며, 평산에 대대로 살았기 때문에 평산(平山)을 본관으로 하였다.
시조 박지윤(朴智胤)은 고려 태조의 장인으로 삼중대광시중을 역임했다. 그가 평산에 대대로 살았기 때문에 후손들이 평산을 본관으로 하였다.
박인량은 고려조 문종 1년 문과에 급제, 예부시랑을 지냈다.
문종 34년 유 홍 등과 함께 사신으로 송나라에 가서 시문으로 명성을 떨쳤다.
그는 문장이 우아하고 아름다워 중국에 보내는 많은 외교문서를 담당하였다.
‘고금록’10권 등을 저술했다.

박경인은 고려조 예종 2년 중서사인으로 병마부사가 되어 여진정벌에 출전, 공을 세웠다.
그 뒤 벼슬이 국자제주, 한림학사, 승지, 검교태자태보, 참지정사에 이르렀다.
박효수는 청절로 이름을 떨쳤으며,
박종현은 정중부의 난을 토평하는 데 공을 세웠다.
박수문(원윤), 박승위(좌승), 박세좌(상장군),
박효선(시중), 박조열(전객사사), 박 설(좌찬성),
박광민(승지), 박승례(우승), 박세찬(좌복야),
박경백(상서), 박경산(대경), 박 열(홍문관대제학, 좌찬성),
박성건(정언, 좌승지), 박 신(경상도관찰사) 등도 후손이다.
과거 급제자는
박의달(朴義達) : 무과(武科) 효종2년(1651) 별시 병과(丙科),
박죽봉(1592 壬辰生) : 무과(武科) 인조15년(1637) 별시 병과(丙科),
박윤걸(朴允傑, 1592 壬辰生) : 사마시(司馬試) 중종38년(1543) 식년시 삼등(三等) 등 모두 3명이 있다.
무과 2명, 사마시 1명이다.
본관 평산은 황해도에 있는 지명으로 평주(平州)의 다른 이름이다.
통계청의 인구조사에 의하면 평산박씨는 1985년에는 총 276가구 1,274명,
2000년에는 총 357가구 1,156명이 있는 것으로 조사되었다

## 고려 왕실과의 인척 관계
- 고려 태조비 성무부인, 월경원부인, 몽량원부인

## 인구
- 1985년 276가구 1,274명
- 2000년 357가구 1,156명
- 2015년    가구 1,319명